# 德国重整军备

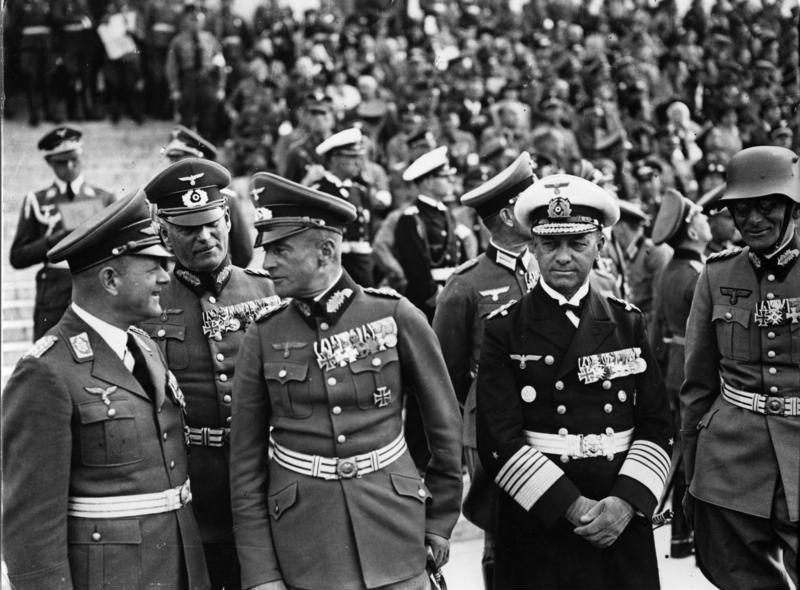
1938年的國防軍集會，從左到右為：艾爾哈德·米爾希，瓦爾特·馮·布勞希奇，威廉·凱特爾，埃里希·雷德爾和馬克西米利安·馮·魏克斯

德國重整軍備，也称德國再武裝（德語： Aufrüstung，德語發音：[ˈaʊ̯fˌʀʏstʊŋ]）是德國在兩次世界大戰期間違反凡爾賽條約重整軍備的政策和做法。在條約簽署後不久，德国在小規模、秘密和非正式的基礎上進行，但在1933年納粹黨上台後再武装公開並大規模擴大。
儘管規模龐大，但德國的再武裝仍然是一項隱蔽行動，往往通過掩護機構（例如訓練飛行員和體育俱樂部的滑翔機俱樂部，以及教授步兵戰鬥技術的納粹民兵組織）進行。德國設立了MEFO等幌子公司來為重整軍備提供資金，並向克虜伯、西門子、猛獅和萊茵金屬等公司下達凡爾賽條約禁止武器的大量訂單。
卡爾·馮·奧西茨基於1931年揭露了德國重整軍備的事實，他的揭露為他贏得了1935年的諾貝爾和平獎，但他被納粹監禁和折磨，於1938年死於肺結核。馮·奧西茨基的披露也引發了英國的再武裝政策，而這又導致了1933年德國退出國際聯盟和世界裁軍會議。
儘管馮·奧西茨基、溫斯頓·丘吉爾等人發出了明確的警告，但歐洲各國政府未能有效地認識到事態的嚴重性並合作應對德國重整军备所帶來的潛在危險。在德國以外，第一次世界大戰後全球裁軍運動盛行，歐洲的民主國家繼續選舉支持裁軍的政府。到1930年代後期，德國軍隊的實力很容易壓倒其鄰國。1938至1940年德國對奧地利、捷克斯洛伐克、波蘭、丹麥、挪威、荷蘭、比利時、盧森堡和法國的迅速而成功的征服，證明了其鄰國的薄弱軍事力量。